# Campeonato de Fútbol Femenino de Primera División A 2015 (Argentina)
La versión femenina del Torneo 2015 fue el 37.° torneo del Campeonato de Fútbol Femenino. Este comenzó el 21 de marzo y finalizó el 4 de octubre de 2015. Fue organizado por la Asociación del Fútbol Argentino (AFA).
Este campeonato tuvo por primera vez descensos, ya que con los últimos ocho equipos en la tabla de posiciones se creará la Segunda División del Torneo Femenino.
El campeón del torneo, San Lorenzo de Almagro, disputó con UAI Urquiza, campeón del Torneo Final 2014 por un lugar en la Copa Libertadores Femenina 2015. Finalmente, «el furgonero» logró la clasificación a la competencia internacional.

## Equipos participantes
| Equipo               | Ciudad        |
| -------------------- | ------------- |
| Almagro              | Buenos Aires  |
| Boca Juniors         | Buenos Aires  |
| Defensores del Chaco | Moreno        |
| Estudiantes          | La Plata      |
| Excursionistas       | Buenos Aires  |
| Ferro Carril Oeste   | Buenos Aires  |
| Hebraica             | Pilar         |
| Huracán              | Buenos Aires  |
| Independiente        | Avellaneda    |
| Liniers              | La Matanza    |
| Luján                | Luján         |
| Platense             | Vicente López |
| Puerto Nuevo         | Campana       |
| River Plate          | Buenos Aires  |
| San Lorenzo          | Buenos Aires  |
| UAI Urquiza          | San Martín    |
| UBA                  | Buenos Aires  |
| Villa San Carlos     | Berisso       |

### Distribución geográfica de los equipos
| Región                                   | Cant. | Equipos                                                                                            |
| ---------------------------------------- | ----- | -------------------------------------------------------------------------------------------------- |
| Ciudad de Buenos Aires                   | 8     | Almagro, Boca Juniors, Excursionistas, Ferro Carril Oeste, Huracán, River Plate, San Lorenzo y UBA |
| Conurbano bonaerense                     | 7     | Defensores del Chaco, Hebraica, Independiente, Liniers, Platense, Puerto Nuevo y UAI Urquiza       |
| Gran La Plata                            | 2     | Estudiantes y Villa San Carlos                                                                     |
| Interior de la Provincia de Buenos Aires | 1     | Luján                                                                                              |

## Tabla de posiciones
| Pos  | Equipo                      | PJ | PG | PE | PP | GF  | GC  | Pts |
| ---- | --------------------------- | -- | -- | -- | -- | --- | --- | --- |
| 1.°  | San Lorenzo                 | 17 | 16 | 0  | 1  | 103 | 8   | 48  |
| 2.°  | UAI Urquiza                 | 17 | 16 | 0  | 1  | 118 | 3   | 48  |
| 3.°  | Boca Juniors                | 17 | 15 | 1  | 1  | 120 | 8   | 46  |
| 4.°  | River Plate                 | 17 | 14 | 1  | 2  | 93  | 6   | 43  |
| 5.°  | U.B.A.                      | 17 | 11 | 1  | 5  | 50  | 26  | 34  |
| 6.°  | Estudiantes (LP)            | 17 | 8  | 3  | 6  | 36  | 26  | 27  |
| 7.°  | Huracán                     | 17 | 8  | 1  | 8  | 28  | 51  | 25  |
| 8.°  | Puerto Nuevo                | 17 | 7  | 3  | 7  | 22  | 24  | 24  |
| 9.°  | Platense                    | 17 | 7  | 3  | 7  | 31  | 44  | 24  |
| 10.° | Independiente               | 17 | 7  | 2  | 8  | 30  | 43  | 23  |
| 11.° | Villa San Carlos            | 17 | 6  | 5  | 6  | 25  | 32  | 23  |
| 12.° | Lujan                       | 17 | 6  | 2  | 9  | 25  | 50  | 20  |
| 13.° | Sociedad Hebraica Argentina | 17 | 4  | 5  | 8  | 21  | 42  | 17  |
| 14.° | Excursionistas              | 17 | 4  | 2  | 11 | 20  | 40  | 14  |
| 15.° | Ferro Carril Oeste          | 17 | 3  | 4  | 10 | 16  | 55  | 13  |
| 16.° | Defensores del Chaco        | 17 | 2  | 1  | 14 | 8   | 93  | 7   |
| 17.° | Almagro                     | 17 | 2  | 0  | 15 | 7   | 101 | 6   |
| 18.° | Liniers                     | 17 | 0  | 0  | 17 | 5   | 106 | 0   |

|  |

|  | |
|  | Al igualar en puntos jugaron un partido desempate para determinar al campeón, donde venció San Lorenzo. |
|  | Jugaron un partido desempate para definir quien desciende, donde venció Independiente.                  |
|  | Descendieron a la Segunda División.                                                                     |

## Resultados
| Fecha 1           | Fecha 1   | Fecha 1              | Fecha 1                  | Fecha 1     | Fecha 1 |
| Local             | Resultado | Visitante            | Estadio                  | Fecha       | Hora    |
| ----------------- | --------- | -------------------- | ------------------------ | ----------- | ------- |
| Boca Juniors      | 4 - 0     | Excursionistas       | Casa Amarilla            | 21 de marzo | 16:00   |
| Huracán           | 1 - 2     | Platense             | Auxiliar                 | 21 de marzo | 16:30   |
| Sociedad Hebraica | 6 - 1     | Liniers              | Hebraica Pilar           | 21 de marzo | 18:00   |
| Estudiantes (LP)  | 2 - 2     | Ferro Carril Oeste   | Auxiliar 1 y 57          | 22 de marzo | 11:00   |
| Villa San Carlos  | 3 - 1     | Defensores del Chaco | Nueva Alianza (La Plata) | 22 de marzo | 12:00   |
| Puerto Nuevo      | 2 - 3     | U.B.A.               | Rubén Carlos Vallejos    | 22 de marzo | 15:00   |
| Independiente     | 5 - 2     | Luján                | Villa Domínico           | 22 de marzo | 16:00   |
| River Plate       | 24 - 0    | Almagro              | Auxiliar del estadio     | 23 de marzo | 17:00   |
| San Lorenzo       | 1 - 3     | UAI Urquiza          | CSyD Liniers             | 1 de abril  | 15:00   |

| Fecha 2              | Fecha 2   | Fecha 2           | Fecha 2                   | Fecha 2     | Fecha 2 |
| Local                | Resultado | Visitante         | Estadio                   | Fecha       | Hora    |
| -------------------- | --------- | ----------------- | ------------------------- | ----------- | ------- |
| Liniers              | 0 - 6     | Huracán           | Juan Antonio Arias        | 28 de marzo | 14:00   |
| Independiente        | 0 - 10    | Boca Juniors      | Villa Domínico            | 29 de marzo | 10:00   |
| Defensores del Chaco | 0 - 2     | Estudiantes (LP)  | Principal                 | 29 de marzo | 11:00   |
| Platense             | 0 - 6     | River Plate       | Auxiliar                  | 29 de marzo | 15:00   |
| Almagro              | 0 - 9     | San Lorenzo       | Tres de Febrero           | 29 de marzo | 15:00   |
| U.B.A.               | 3 - 0     | Excursionistas    | Predio Los Cardales       | 29 de marzo | 15:30   |
| UAI Urquiza          | 9 - 0     | Villa San Carlos  | Monumental de Villa Lynch | 29 de marzo | 16:00   |
| Luján                | 0 - 1     | Sociedad Hebraica | Auxiliar                  | 29 de marzo | 16:00   |
| Ferro Carril Oeste   | 1 - 2     | Puerto Nuevo      | Auxiliar estadio          | 29 de marzo | 20:00   |

| Fecha 3           | Fecha 3   | Fecha 3              | Fecha 3                  | Fecha 3    | Fecha 3 |
| Local             | Resultado | Visitante            | Estadio                  | Fecha      | Hora    |
| ----------------- | --------- | -------------------- | ------------------------ | ---------- | ------- |
| Sociedad Hebraica | 1 - 4     | Independiente        | Hebraica Pilar           | 2 de abril | 16:00   |
| Huracán           | 2 - 1     | Luján                | Auxiliar                 | 2 de abril | 16:00   |
| Boca Juniors      | 6 - 0     | U.B.A.               | Casa Amarilla            | 2 de abril | 16:00   |
| River Plate       | 12 - 0    | Liniers              | Auxiliar estadio         | 4 de abril | 15:00   |
| Excursionistas    | 1 - 2     | Ferro Carril Oeste   | Auxiliar J.J. Urquiza    | 4 de abril | 15:00   |
| San Lorenzo       | 5 - 1     | Platense             | CA Acassuso              | 4 de abril | 15:30   |
| Villa San Carlos  | 4 - 0     | Almagro              | Nueva Alianza (La Plata) | 5 de abril | 12:00   |
| Puerto Nuevo      | 5 - 0     | Defensores del Chaco | Principal                | 5 de abril | 15:00   |
| Estudiantes (LP)  | 0 - 2     | UAI Urquiza          | Auxiliar 1 y 57          | 5 de abril | 16:00   |

| Fecha 4              | Fecha 4   | Fecha 4          | Fecha 4              | Fecha 4     | Fecha 4 |
| Local                | Resultado | Visitante        | Estadio              | Fecha       | Hora    |
| -------------------- | --------- | ---------------- | -------------------- | ----------- | ------- |
| Ferro Carril Oeste   | 0 - 4     | U.B.A.           | Auxiliar estadio     | 11 de abril | 16:00   |
| Defensores del Chaco | 0 - 5     | Excursionistas   | Principal            | 12 de abril | 11:00   |
| Liniers              | 0 - 12    | San Lorenzo      | Juan Antonio Arias   | 12 de abril | 15:00   |
| Almagro              | 1 - 5     | Estudiantes (LP) | Defensores de Moreno | 12 de abril | 15:00   |
| Sociedad Hebraica    | 0 - 5     | Boca Juniors     | Hebraica Pilar       | 12 de abril | 16:00   |
| Lujan                | 0 - 6     | River Plate      | Auxiliar             | 12 de abril | 16:00   |
| Independiente        | 1 - 2     | Huracán          | Auxiliar Wilde       | 21 de abril | 16:00   |
| Platense             | 1 - 2     | Villa San Carlos | Auxiliar             | 21 de abril | 20:00   |
| UAI Urquiza          | 1 - 0     | Puerto Nuevo     | Auxiliar Taxco       | 22 de abril | 16:00   |

| Fecha 5          | Fecha 5   | Fecha 5              | Fecha 5              | Fecha 5     | Fecha 5 |
| Local            | Resultado | Visitante            | Estadio              | Fecha       | Hora    |
| ---------------- | --------- | -------------------- | -------------------- | ----------- | ------- |
| Huracán          | 3 - 0     | Sociedad Hebraica    | Auxiliar             | 18 de abril | 13:00   |
| River Plate      | 6 - 0     | Independiente        | Huracán auxiliar     | 18 de abril | 16:00   |
| San Lorenzo      | 10 - 0    | Luján                | Auxiliar             | 18 de abril | 16:00   |
| U.B.A.           | 7 - 0     | Defensores del Chaco | Predio Los Cardales  | 18 de abril | 16:00   |
| Boca Juniors     | 16 - 0    | Ferro Carril Oeste   | Casa Amarilla        | 19 de abril | 11:00   |
| Villa San Carlos | 5 - 0     | Liniers              | Asociación Iris (LP) | 19 de abril | 13:00   |
| Puerto Nuevo     | 0 - 1     | Almagro              | Principal            | 19 de abril | 15:00   |
| Estudiantes (LP) | 1 - 2     | Platense             | Auxiliar 1 y 57      | 19 de abril | 16:00   |
| Excursionistas   | 0 - 8     | UAI Urquiza          | Auxiliar Acasusso    | 19 de abril | 16:00   |

| Fecha 6              | Fecha 6   | Fecha 6            | Fecha 6              | Fecha 6     | Fecha 6 |
| Local                | Resultado | Visitante          | Estadio              | Fecha       | Hora    |
| -------------------- | --------- | ------------------ | -------------------- | ----------- | ------- |
| Independiente        | 0 - 5     | San Lorenzo        | Auxiliar Wilde       | 25 de abril | 15:00   |
| Huracán              | 0 - 8     | Boca Juniors       | Auxiliar             | 25 de abril | 15:00   |
| Platense             | 1 - 1     | Puerto Nuevo       | Auxiliar             | 25 de abril | 16:00   |
| Sociedad Hebraica    | 0 - 5     | River Plate        | Auxiliar Huracán     | 25 de abril | 16:00   |
| UAI Urquiza          | 3 - 0     | U.B.A.             | Auxiliar Taxco       | 25 de abril | 16:00   |
| Liniers              | 1 - 8     | Estudiantes (LP)   | Auxiliar             | 26 de abril | 11:00   |
| Almagro              | 1 - 5     | Excursionistas     | Defensores de Moreno | 26 de abril | 15:00   |
| Defensores del Chaco | 1 - 1     | Ferro Carril Oeste | Principal            | 26 de abril | 15:00   |
| Lujan                | 2 - 1     | Villa San Carlos   | Auxiliar             | 26 de abril | 16:00   |

| Fecha 7            | Fecha 7   | Fecha 7              | Fecha 7                | Fecha 7   | Fecha 7 |
| Local              | Resultado | Visitante            | Estadio                | Fecha     | Hora    |
| ------------------ | --------- | -------------------- | ---------------------- | --------- | ------- |
| Boca Juniors       | 16 - 0    | Defensores del Chaco | Casa Amarilla          | 3 de mayo | 10:00   |
| Excursionistas     | 4 - 0     | Platense             | Excursionistas         | 3 de mayo | 16:00   |
| River Plate        | 7 - 0     | Huracán              | Auxiliar Estadio       | 6 de mayo | 15:00   |
| San Lorenzo        | 10 - 0    | Sociedad Hebraica    | Auxiliar               | 6 de mayo | 15:30   |
| U.B.A.             | 4 - 0     | Almagro              | Defensores de Belgrano | 6 de mayo | 16:00   |
| Estudiantes (LP)   | 4 - 0     | Luján                | Auxiliar 1 y 57        | 6 de mayo | 16:00   |
| Puerto Nuevo       | 2 - 0     | Liniers              | Principal              | 7 de mayo | 15:00   |
| Villa San Carlos   | 0 - 0     | Independiente        | Asociación Iris (LP)   | 7 de mayo | 15:30   |
| Ferro Carril Oeste | 0 - 10    | UAI Urquiza          | Auxiliar Estadio       | 7 de mayo | 21:00   |

| Fecha 8           | Fecha 8   | Fecha 8              | Fecha 8                 | Fecha 8    | Fecha 8 |
| Local             | Resultado | Visitante            | Estadio                 | Fecha      | Hora    |
| ----------------- | --------- | -------------------- | ----------------------- | ---------- | ------- |
| River Plate       | 0 - 0     | Boca Juniors         | Auxiliar Estadio        | 9 de mayo  | 15:00   |
| Liniers           | 0 - 2     | Excursionistas       | Principal               | 10 de mayo | 15:00   |
| Almagro           | 0 - 3     | Ferro Carril Oeste   | Defensores de Moreno    | 10 de mayo | 15:00   |
| Platense          | 0 - 2     | U.B.A.               | Auxiliar                | 10 de mayo | 15:00   |
| Independiente     | 2 - 3     | Estudiantes (LP)     | Auxiliar Villa Domínico | 10 de mayo | 15:30   |
| UAI Urquiza       | 17 - 0    | Defensores del Chaco | Principal               | 10 de mayo | 15:30   |
| Luján             | 2 - 1     | Puerto Nuevo         | Auxiliar                | 10 de mayo | 16:00   |
| Sociedad Hebraica | 0 - 0     | Villa San Carlos     | Hebraica Pilar          | 10 de mayo | 18:30   |
| Huracán           | 0 - 11    | San Lorenzo          | Auxiliar                | 13 de mayo | 15:30   |

| Fecha 9              | Fecha 9   | Fecha 9           | Fecha 9          | Fecha 9    | Fecha 9 |
| Local                | Resultado | Visitante         | Estadio          | Fecha      | Hora    |
| -------------------- | --------- | ----------------- | ---------------- | ---------- | ------- |
| U.B.A.               | 10 - 0    | Liniers           | Los Cardales     | 23 de mayo | 15:30   |
| Ferro Carril Oeste   | 1 - 1     | Platense          | Auxiliar Estadio | 23 de mayo | 16:00   |
| Defensores del Chaco | 3 - 2     | Almagro           | Principal        | 24 de mayo | 10:00   |
| Puerto Nuevo         | 2 - 2     | Independiente     | Principal        | 24 de mayo | 11:30   |
| Villa San Carlos     | 2 - 2     | Huracán           | C.R.I.B.A. (LP)  | 24 de mayo | 12:30   |
| San Lorenzo          | 3 - 1     | River Plate       | Auxiliar         | 24 de mayo | 15:00   |
| Estudiantes (LP)     | 2 - 2     | Sociedad Hebraica | Auxiliar 1 y 57  | 24 de mayo | 15:30   |
| Excursionistas       | 0 - 0     | Luján             | Principal        | 24 de mayo | 16:00   |
| Boca Juniors         | 2 - 1     | UAI Urquiza       | Casa Amarilla    | 27 de mayo | 15:00   |

| Fecha 10          | Fecha 10  | Fecha 10             | Fecha 10             | Fecha 10   | Fecha 10 |
| Local             | Resultado | Visitante            | Estadio              | Fecha      | Hora     |
| ----------------- | --------- | -------------------- | -------------------- | ---------- | -------- |
| Liniers           | 1 - 4     | Ferro Carril Oeste   | Principal            | 30 de mayo | 14:30    |
| Independiente     | 2 - 0     | Excursionistas       | Auxiliar Wilde       | 30 de mayo | 15:00    |
| River Plate       | 2 - 0     | Villa San Carlos     | Huracán Auxiliar 3   | 30 de mayo | 15:30    |
| Huracán           | 1 - 2     | Estudiantes (LP)     | Huracán Auxiliar 2   | 30 de mayo | 15:30    |
| Sociedad Hebraica | 0 - 0     | Puerto Nuevo         | Hebraica Pilar       | 30 de mayo | 18:00    |
| Almagro           | 0 - 15    | UAI Urquiza          | Defensores de Moreno | 31 de mayo | 12:00    |
| Lujan             | 1 - 3     | U.B.A.               | Auxiliar             | 31 de mayo | 15:00    |
| San Lorenzo       | 2 - 1     | Boca Juniors         | Auxiliar             | 31 de mayo | 15:30    |
| Platense          | 4 - 0     | Defensores del Chaco | Auxiliar             | 31 de mayo | 16:00    |

| Fecha 11             | Fecha 11  | Fecha 11          | Fecha 11            | Fecha 11   | Fecha 11 |
| Local                | Resultado | Visitante         | Estadio             | Fecha      | Hora     |
| -------------------- | --------- | ----------------- | ------------------- | ---------- | -------- |
| Boca Juniors         | 10 - 1    | Almagro           | Casa Amarilla       | 6 de junio | 15:00    |
| UAI Urquiza          | 6 - 0     | Platense          | Principal           | 6 de junio | 15:00    |
| U.B.A.               | 3 - 2     | Independiente     | Predio Los Cardales | 6 de junio | 15:30    |
| Ferro Carril Oeste   | 1 - 3     | Luján             | Auxiliar Estadio    | 6 de junio | 16:00    |
| Villa San Carlos     | 1 - 5     | San Lorenzo       | Peñarol Infantil    | 7 de junio | 13:00    |
| Excursionistas       | 0 - 0     | Sociedad Hebraica | Principal           | 7 de junio | 15:00    |
| Defensores del Chaco | 3 - 2     | Liniers           | Principal           | 7 de junio | 15:00    |
| Estudiantes (LP)     | 0 - 3     | River Plate       | Auxiliar 1 y 57     | 7 de junio | 15:30    |
| Puerto Nuevo         | 2 - 0     | Huracán           | Principal           | 7 de junio | 15:30    |

| Fecha 12          | Fecha 12  | Fecha 12              | Fecha 12         | Fecha 12    | Fecha 12 |
| Local             | Resultado | Visitante             | Estadio          | Fecha       | Hora     |
| ----------------- | --------- | --------------------- | ---------------- | ----------- | -------- |
| Sociedad Hebraica | 0 - 2     | U.B.A.                | Hebraica Pilar   | 13 de junio | 14:00    |
| Independiente     | 3 - 1     | Ferro Carril Oeste    | Auxiliar Wilde   | 13 de junio | 15:00    |
| Huracán           | 3 - 2     | Excursionistas        | Auxiliar         | 13 de junio | 15:30    |
| Villa San Carlos  | 1 - 6     | Boca Juniors          | Club CRIBA (LP)  | 14 de junio | 12:00    |
| Lujan             | 3 - 0     | Defernsores del Chaco | Auxiliar         | 14 de junio | 15:00    |
| Liniers           | 0 - 15    | UAI Urquiza           | Principal        | 14 de junio | 15:00    |
| Platense          | 5 - 0     | Almagro               | Auxiliar         | 14 de junio | 15:30    |
| San Lorenzo       | 3 - 0     | Estudiantes (LP)      | Auxiliar         | 14 de junio | 15:30    |
| River Plate       | 3 - 0     | Puerto Nuevo          | Auxiliar Estadio | 14 de junio | 16:00    |

| Fecha 13             | Fecha 13  | Fecha 13          | Fecha 13             | Fecha 13    | Fecha 13 |
| Local                | Resultado | Visitante         | Estadio              | Fecha       | Hora     |
| -------------------- | --------- | ----------------- | -------------------- | ----------- | -------- |
| Boca Juniors         | 10 - 0    | Platense          | Casa Amarilla        | 20 de junio | 11:00    |
| UAI Urquiza          | 8 - 0     | Lujan             | Principal            | 20 de junio | 13:00    |
| U.B.A.               | 6 - 2     | Huracán           | Predio Los Cardales  | 20 de junio | 15:30    |
| Estudiantes (LP)     | 0 - 0     | Villa San Carlos  | Auxiliar 1 y 57      | 20 de junio | 15:30    |
| Excursionistas       | 1 - 2     | River Plate       | Principal            | 20 de junio | 15:30    |
| Defensores del Chaco | 0 - 4     | Independiente     | Principal            | 21 de junio | 15:00    |
| Puerto Nuevo         | 0 - 4     | San Lorenzo       | Principal            | 21 de junio | 15:30    |
| Ferro Carril Oeste   | 0 - 0     | Sociedad Hebraica | Auxiliar Estadio     | 18 de julio | 15:00    |
| Almagro              | 1 - 0     | Liniers           | Defensores de Moreno | 25 de julio | 16:00    |

| Fecha 14          | Fecha 14  | Fecha 14             | Fecha 14         | Fecha 14     | Fecha 14 |
| Local             | Resultado | Visitante            | Estadio          | Fecha        | Hora     |
| ----------------- | --------- | -------------------- | ---------------- | ------------ | -------- |
| Huracán           | 1 - 0     | Ferro Carril Oeste   | Auxiliar         | 5 de agosto  | 15:30    |
| River Plate       | 3 - 0     | U.B.A.               | Auxiliar estadio | 10 de agosto | 16:00    |
| Sociedad Hebraica | 4 - 0     | Defensores del Chaco | Auxiliar Ferro   | 15 de agosto | 18:00    |
| Luján             | 6 - 0     | Almagro              | Auxiliar         | 17 de agosto | 13:00    |
| Liniers           | 0 - 6     | Platense             | Principal        | 17 de agosto | 15:00    |
| Estudiantes (LP)  | 2 - 5     | Boca Juniors         | Auxiliar 1 y 57  | 17 de agosto | 15:00    |
| Independiente     | 0 - 5     | UAI Urquiza          | Auxiliar Wilde   | 18 de agosto | 15:30    |
| San Lorenzo       | 10 - 0    | Excursionistas       | Auxiliar         | 19 de agosto | 15:30    |
| Villa San Carlos  | 1 - 2     | Puerto Nuevo         | Asociación Iris  | 19 de agosto | 15:30    |

| Fecha 15             | Fecha 15  | Fecha 15          | Fecha 15             | Fecha 15     | Fecha 15 |
| Local                | Resultado | Visitante         | Estadio              | Fecha        | Hora     |
| -------------------- | --------- | ----------------- | -------------------- | ------------ | -------- |
| Defensores del Chaco | 0 - 4     | Huracán           | Principal            | 22 de agosto | 12:00    |
| U.B.A.               | 1 - 3     | San Lorenzo       | Predio Los Cardales  | 22 de agosto | 15:30    |
| UAI Urquiza          | 7 - 0     | Sociedad Hebraica | Principal            | 22 de agosto | 15:30    |
| Ferro Carril Oeste   | 0 - 3     | River Plate       | Auxiliar estadio     | 22 de agosto | 16:00    |
| Excursionistas       | 0 - 2     | Villa San Carlos  | Principal            | 21:30        |          |
| Boca Juniors         | 10 - 0    | Liniers           | Casa Amarilla        | 23 de agosto | 11:00    |
| Puerto Nuevo         | 2 - 0     | Estudiantes (LP)  | Principal            | 23 de agosto | 15:30    |
| Almagro              | 0 - 1     | Independiente     | Defensores de Moreno | 23 de agosto | 15:30    |
| Platense             | 2 - 2     | Huracán           | Auxiliar             | 23 de agosto | 15:30    |

| Fecha 16          | Fecha 16  | Fecha 16             | Fecha 16        | Fecha 16     | Fecha 16              |
| Local             | Resultado | Visitante            | Estadio         | Fecha        | Hora                  |
| ----------------- | --------- | -------------------- | --------------- | ------------ | --------------------- |
| Lujan             | 2 - 0     | Liniers              | Auxiliar        | 29 de agosto | 14:00                 |
| San Lorenzo       | 6 - 0     | Ferro Carril Oeste   | 15:30           | 29 de agosto |                       |
| Independiente     | 2 - 3     | Platense             | 15:30           | 29 de agosto | Auxiliar Wilde        |
| River Plate       | 10 - 0    | Defensores del Chaco | 15:30           | 29 de agosto | Principal de Acassuso |
| Huracán           | 0 - 6     | UAI Urquiza          | 15:30           | 29 de agosto | Auxiliar              |
| Villa San Carlos  | 2 - 2     | U.B.A.               | 15:30           | 29 de agosto | Nueva Alianza (LP)    |
| Sociedad Hebraica | 6 - 0     | Almagro              | Hebraica Pilar  | 29 de agosto | 18:00                 |
| Estudiantes (LP)  | 2 - 0     | Excursionistas       | Auxiliar 1 y 57 | 30 de agosto | 11:00                 |
| Puerto Nuevo      | 0 - 5     | Boca Juniors         | Auxiliar        | 30 de agosto | 15:30                 |

| Fecha 17             | Fecha 17  | Fecha 17          | Fecha 17             | Fecha 17        | Fecha 17 |
| Local                | Resultado | Visitante         | Estadio              | Fecha           | Hora     |
| -------------------- | --------- | ----------------- | -------------------- | --------------- | -------- |
| U.B.A.               | 0 - 2     | Estudiantes (LP)  | Predio Los Cardales  | 6 de septiembre | 15:30    |
| Liniers              | 0 - 2     | Independiente     | Principal            | 6 de septiembre | 15:30    |
| Boca Juniors         | 6 - 1     | Luján             | Casa Amarilla        | 6 de septiembre | 15:30    |
| Excursionistas       | 0 - 1     | Puerto Nuevo      | Principal            | 6 de septiembre | 15:30    |
| UAI Urquiza          | 2 - 0     | River Plate       | Principal            | 6 de septiembre | 15:30    |
| Defensores del Chaco | 0 - 4     | San Lorenzo       | Principal            | 6 de septiembre | 15:30    |
| Almagro              | 0 - 1     | Huracán           | Defensores de Moreno | 6 de septiembre | 15:30    |
| Ferro Carril Oeste   | 0 - 1     | Villa San Carlos  | Auxiliar estadio     | 6 de septiembre | 15:30    |
| Platense             | 3 - 1     | Sociedad Hebraica | Principal            | 6 de septiembre | 15:30    |

## Definición del campeonato
Al quedar igualados en puntos UAI Urquiza y San Lorenzo de Almagro, ambas instituciones debieron jugar un partido entre ellas para definir al campeón. Se disputó el 26 de septiembre en el estadio del Club El Porvenir. Al ganar San Lorenzo el partido, ambos equipos deben disputar una serie entre ellos para determinar cual de los dos accede a la próxima Copa Libertadores.
| Partido     | Partido   | Partido     | Partido                | Partido          | Partido |
| Equipo 1    | Resultado | Equipo 2    | Estadio                | Fecha            | Hora    |
| ----------- | --------- | ----------- | ---------------------- | ---------------- | ------- |
| San Lorenzo | 2 - 1     | UAI Urquiza | Estadio de El Porvenir | 26 de septiembre | 14:30   |

## Desempate por el descenso
Al quedar igualados en puntos Independiente y Villa San Carlos, estas instituciones disputaron un partido entre ellas para definir quién mantenía la categoría. Se disputó el domingo 4 de octubre en el estadio de UAI Urquiza, donde venció Independiente por 2 a 0 con goles de Flavia Cavia y Priscila Molina. De esta manera Villa San Carlos disputará la Segunda División en 2016.
| Partido       | Partido   | Partido          | Partido                   | Partido      | Partido |
| Equipo 1      | Resultado | Equipo 2         | Estadio                   | Fecha        | Hora    |
| ------------- | --------- | ---------------- | ------------------------- | ------------ | ------- |
| Independiente | 2 - 0     | Villa San Carlos | Monumental de Villa Lynch | 4 de octubre | 14:30   |

## Clasificación a la Copa Libertadores
Como estaba dispuesto desde el comienzo del campeonato, el ganador de éste debe disputar con el ganador del anterior (UAI Urquiza) la clasificación a la próxima Copa Libertadores.
| Partido     | Partido   | Partido     | Partido                   | Partido          | Partido |
| Equipo 1    | Resultado | Equipo 2    | Estadio                   | Fecha            | Hora    |
| ----------- | --------- | ----------- | ------------------------- | ---------------- | ------- |
| UAI Urquiza | 1 - 1     | San Lorenzo | Monumental de Villa Lynch | 30 de septiembre | 15:30   |
| San Lorenzo | 1 - 2     | UAI Urquiza | San Lorenzo               | 4 de octubre     | 14:30   |